# Володимир Зубков
Володимир Зубков (нар. 23 листопада 1989, Київ) — український актор театру і кіно, викладач та ведучий майстер-класів. Сценарист і майстер дубляжу.

## Життєпис
Народився 23 листопада 1989 року у місті Києві. З 10 років (до 2004) займався у школі танців «Джаз Степ Танц», клас Володимира Шпудейко. У 2000-2003 роках навчався в Київській дитячій Академії мистецтв. Володіє прийомами бразильського джиу-джитсу, рухами степ-денсу та чечітки, стріляє з лука та грає на ударних.
У 2013 році став магістром економіки, закінчивши КНЕУ імені В. Гетьмана.
2017 року отримав сертифікат з акторської майстерності в The Tailor Acting Studio.
З 2018 року — член Національної спілки театральних діячів України.
Англомовний актор, затребуваний як помічник для проведення заходів за участі іноземних театральних фахівців — акторів, режисерів, постановників, продюсерів. У 2019 році був асистентом режисера Скота Ілінгсворса у постановці «Колгосп тварин» (Театр на Печерську)[джерело?].
Фахівець з театральної техніки Майснера. Має диплом професійної акторської школи фонду Майснера в Лос-Анджелесі. Давав майстер-класи в київських театрах («ProEnglish Theatre», «Сузір'я», «Тисячоліття», «Маскам Рад»).
Суддя театральних фестивалей з власноруч розробленою методою оцінювання театральних постановок[джерело?]. В сезоні 2019/20 років — член експертної групи театральної премії «Київська пектораль». У 2019-у — член журі театрального фестивалю «Joyfest.Діти», 2020-го — член журі англомовного театрального фестивалю «Pro.Act Fest ІІІ».

## Ролі в театрі[9]

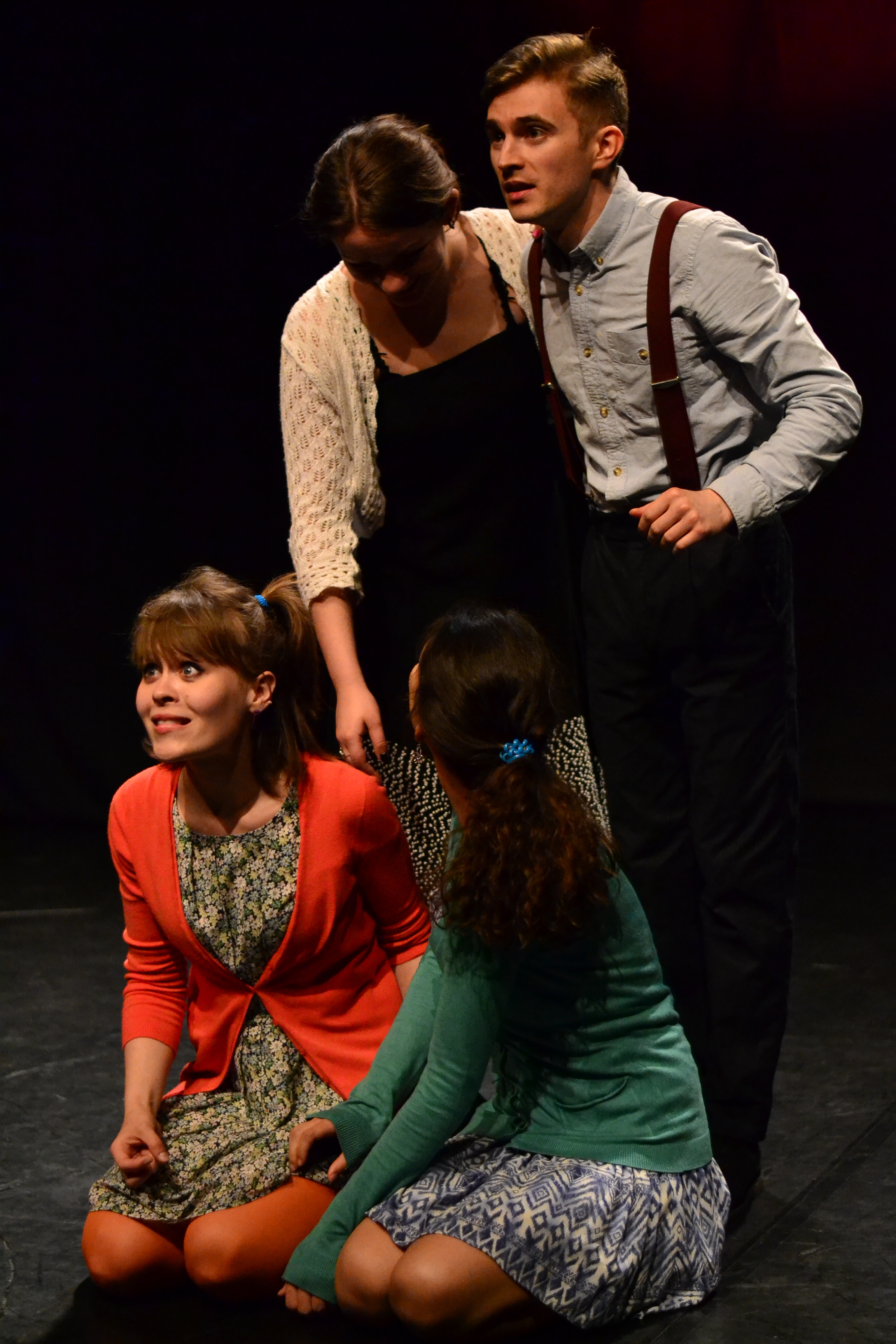
Фото з вистави «The City Was There», ProEnglish Drama School

Акторську діяльність розпочав у 2014-2015 роках при ProEnglish Drama School. Першу головну роль зіграв у виставі ProEnglish Theatre «The City Was There». Режисер та актор у виставі «Absurd Comedy Night».
«Влад Зубков – талановитий актор, який завдяки своїм яскравим персонажам може вивести на новий рівень будь-який проєкт, кінематографічний або театральний. Людина-хамелеон, яка перевтілюється миттєво. Його бездоганна англійська дозволяє робити те саме і в англомовних проєктах», — Алекс Боровенський, засновник і режисер англомовного театру ProEnglish Theatre.
| Рік  | Назва театру       | Назва вистави                            |
| ---- | ------------------ | ---------------------------------------- |
| 2015 | ProEnglish Theatre | «The City Was There»                     |
| 2016 | ProEnglish Theatre | «Absurd Comedy Night»                    |
| 2016 | ProEnglish Theatre | «Bar Tenderness»                         |
| 2018 | Театр «Сузір'я»    | «AND HEAVEN AND EARTH» (І НЕБО, І ЗЕМЛЯ) |
| 2018 | ProEnglish Theatre | «The Birthday Party»                     |
| 2019 | ProEnglish Theatre | «vDali»                                  |
| 2019 | ProEnglish Theatre | «Swipe left»                             |
| 2020 | Театр «Сузір'я»    | «Роздягайся, поговоримо»                 |

## Фільмографія
- 2016 — «Must Escape» (к/м), реж. Вадим Шапран — головна роль[19].
- 2018 — «Matches» (к/м), реж. Джордан Нистико
- 2018 — «Feminist Theory and How It Relates to the Patriarchal Dividend» (к/м), реж. Кеті Олівер
- 2019 — «Таємниця Марії» (серіал)